# Eddy Verheijen
Frits Eddy Verheijen (* 21. März 1946 in Vaals) ist ein ehemaliger niederländischer Eisschnellläufer.

## Werdegang
Verheijen nahm von 1963 bis 1973 an nationalen Wettbewerben teil und wurde im Jahr 1965 niederländischer Juniorenmeister im Mini-Mehrkampf. Zudem errang er bei niederländischen Meisterschaften zweimal den dritten Platz im Großen Vierkampf. International trat er erstmals in der Saison 1965/66 in Erscheinung. Dabei kam er bei der 3-Bahnen-Tournee in Inzell auf den zweiten Platz im Kleinen Vierkampf und bei der Mehrkampfeuropameisterschaft 1966 in Deventer auf den 26. Rang im Großen Vierkampf. In den folgenden Jahren lief er bei der Mehrkampfeuropameisterschaft 1969 in Inzell auf den 12. Platz, bei der Mehrkampf-Weltmeisterschaft 1969 in Deventer auf den 15. Rang und bei der Mehrkampf-Weltmeisterschaft 1970 in Oslo auf den neunten Platz im Großen Vierkampf. In der Saison 1970/71 belegte er bei der Mehrkampfeuropameisterschaft 1971 in Heerenveen den sechsten Platz und bei der Mehrkampf-Weltmeisterschaft 1971 in Göteborg den siebten Rang im Großen Vierkampf. Nach Platz acht bei der Mehrkampfeuropameisterschaft 1972 in Davos zu Beginn der Saison 1971/72 im Großen Vierkampf, erreichte er im Februar 1972 in Sapporo bei seiner einzigen Teilnahme an Olympischen Winterspielen den 25. Platz über 500 m sowie den 19. Rang über 1500 m und bei der Mehrkampf-Weltmeisterschaft 1972 in Oslo den fünften Platz im Großen Vierkampf. In seiner letzten aktiven Saison 1972/73 nahm er an der International Speed Skating League teil und wurde dabei Achter bei der Weltmeisterschaft in Göteborg sowie Siebter bei der Europameisterschaft in Skien. Sein Sohn Carl Verheijen nahm als Eisschnellläufer an den Olympischen Winterspielen 2002 und den Olympischen Winterspielen 2006 teil.

## Erfolge

### Olympische Spiele
- 1972 Sapporo: 19. Platz 1500 m, 25. Platz 500 m

### Mehrkampf-Weltmeisterschaften
- 1969 Deventer: 15. Platz Großer Vierkampf
- 1970 Oslo: 9. Platz Großer Vierkampf
- 1971 Göteborg: 7. Platz Großer Vierkampf
- 1972 Oslo: 5. Platz Großer Vierkampf

### Mehrkampf-Europameisterschaften
- 1966 Deventer: 26. Platz Großer Vierkampf
- 1969 Inzell: 12. Platz Großer Vierkampf
- 1971 Heerenveen: 6. Platz Großer Vierkampf
- 1972 Davos: 8. Platz Großer Vierkampf

## Persönliche Bestleistungen
| Disziplin | Zeit        | Datum           | Ort    |
| --------- | ----------- | --------------- | ------ |
| 500 m     | 40,2 s      | 2. März 1972    | Inzell |
| 1000 m    | 1:22,8 min  | 19. Januar 1971 | Davos  |
| 1500 m    | 2:01,4 min  | 6. Februar 1971 | Davos  |
| 3000 m    | 4:10,7 min  | 2. März 1972    | Inzell |
| 5000 m    | 7:20,6 min  | 4. März 1972    | Inzell |
| 10.000 m  | 15:15,3 min | 4. März 1972    | Inzell |